# Association de la famille Romanov

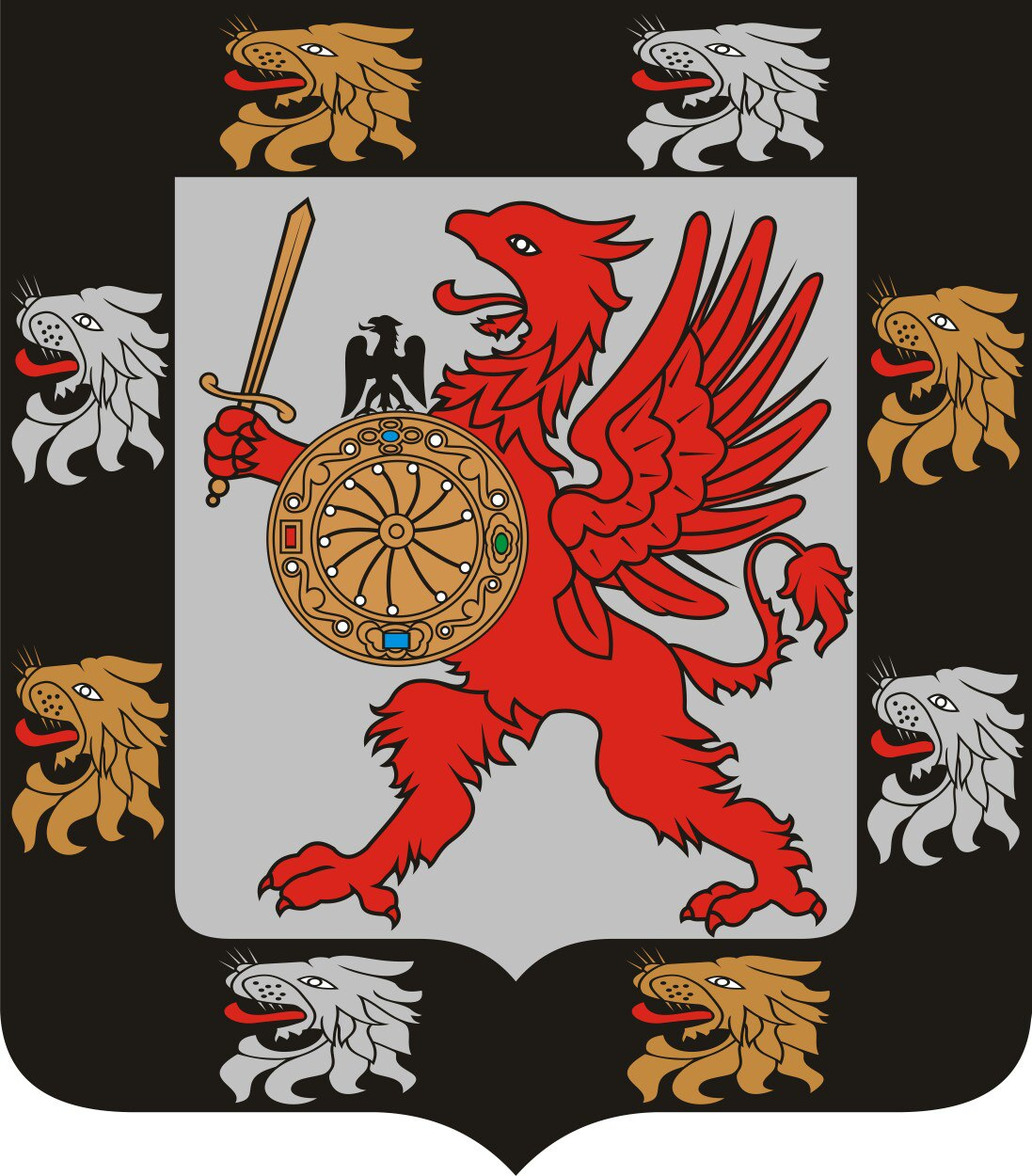
Armoiries des Romanov.

 (août 2020).
Si vous disposez d'ouvrages ou d'articles de référence ou si vous connaissez des sites web de qualité traitant du thème abordé ici, merci de compléter l'article en donnant les références utiles à sa vérifiabilité et en les liant à la section « Notes et références ».
L'Association de la famille Romanov (en russe : Объединение Членов Рода Романовых) est une organisation créée en 1979, réunissant des membres de la famille Romanov descendant en ligne directe du tsar Paul Ier de Russie. L'organisation est présidée de 1989 à 2014 par le prince Nicolas Romanovitch de Russie.

## Création
En 1979, sept princes et princesses de Russie, André Alexandrovitch, Dimitri Alexandrovitch, Vassili Alexandrovitch, Catherine Ioannovna, Vera Constantinovna, Marina Petrovna et Nadejda Petrovna, tous nés avant le 3 mars 1917, se réunissent et décident de la création de l'Association de la famille Romanov.

## Statuts
Selon les statuts de l'association, chacun de ses membres doit être un descendant en ligne directe du tsar Paul Ier de Russie. Les dispositions les plus importantes sont :
1. « L'association ne doit pas exprimer des opinions contraires aux droits et aux devoirs des membres de l'Association, car ceux-ci sont issus des liens basés sur les lois fondamentales régissant la Russie impériale et la Constitution de la famille impériale ».
2. « Les membres appartenant à l'association s'accordent pour admettre que les questions liées au gouvernement de la Russie, donc toutes les questions liées au caractère dynastique, ont été transmises au grand peuple russe lors du manifeste du grand-duc Michel Alexandrovitch de Russie, le 16 mars 1917, après l'abdication du tsar Nicolas II ».
3. « Tout différend entre les membres de l'association doit être résolu au sein de celle-ci et, si nécessaire, avec la coopération de son président ».

Les membres de l'association ne reconnaissent pas Maria Vladimirovna de Russie comme l'actuel chef de la Maison impériale de Russie. Ils se fondent sur les dispositions de la loi de succession au trône de Russie.

## Présidents
- 1979-1980 : Dimitri Alexandrovitch de Russie
- 1980-1989 : Vassili Alexandrovitch de Russie
- 1989-2014 : Nicolas Romanovitch de Russie
- 2014-2016 : Dimitri Romanovitch de Russie[1]
- 2017-2023 : Olga Andreïevna de Russie
- Depuis 2023 : Rostislav Rostislavovich de Russie

## Membres de l'association
Les membres de l'association possèdent un ascendant commun en la personne du tsar Nicolas Ier de Russie. Maria Vladimirovna de Russie et son père, Vladimir Kirillovitch de Russie, n'ont jamais appartenu à l'association, considérant être les seuls héritiers dynastes en interprétant de façon très subjective les Lois fondamentales de l'Empire russe, alors que d'après celles-ci le prince Georges et son fils Alexandre sont des membres de la famille royale de Prusse.

## Le fonds Romanov pour la Russie
Le 27 juin 1992, sept princes se réunissent à Paris et prennent la décision de créer un fonds de bienfaisance pour la Russie :
- Nicolas Romanovitch de Russie
- Dimitri Romanovitch de Russie
- Andreï Andreïevitch de Russie
- Michel Féodorovitch de Russie
- Nikita Nikitich de Russie
- Alexandre Nikitich de Russie
- Rostislav Rostislavovitch de Russie.

## Cérémonies
En juillet 1998, Dimitri Romanovitch représente la famille impériale de Russie lors du transfert de Iekaterinbourg à Saint-Pétersbourg des dépouilles de Nicolas II, de son épouse, de trois de ses enfants, du docteur Evgueni Botkine et des trois serviteurs. Le 18 juillet, l'association  coorganise[réf. nécessaire] avec l'État russe leur inhumation dans la cathédrale des saints Pierre-et-Paul.
En décembre 2000, il représente la famille Romanov au Tricentenaire de la Garde Impériale organisé par l'Union de la Garde (Grekov / TroubetzkoÏ) à Saint-Petersbourg et Tsarskoïe selo.
Le 28 septembre 2006, a lieu le transfert de la dépouille de l'impératrice Marie Féodorovna, née Dagmar de Danemark, de Copenhague à Saint-Pétersbourg.
En avril 2015, Dimitry Romanovitch et Rostislav Rostislavovitch  président au transfert des cercueils du grand-duc Nicolas Nicolaevitch et de son épouse Anastasia d'Antibes à Paris puis à Moscou.